# Giorgio Tadeo
| Giorgio Tadeo                             | Giorgio Tadeo                             |
| Kattints az alábbi külső linkek egyikére! | Kattints az alábbi külső linkek egyikére! |
| ----------------------------------------- | ----------------------------------------- |
| Nem található szabad kép.(?)              |                                           |
| külső link · jogvédett                    | Portréja a Discogs.com-on                 |

Giorgio Tadeo (Verona, 1929. október 2. – Milánó, 2008. január 31.) olasz operaénekes, basszista.

## Élete

### Énekesi pályája
1952 októberében Ettore Campogalliani tanítványaként végzett a parmai konzervatóriumban. 1953. szeptember 16-án RAI televízióban, Gounod Faust-jában debütált, Mefisztó szerepében. 1954 decemberében a palermói Politeama Színházhoz szerződött. 1955-ben Milánóba költözött, itt 1982-ig a Teatro alla Scalában, és 1958-tól a Casino Reale-ben működő Piccola Scalában is énekelt 1969-ig. 1982 után különféle olasz operaszínházakban énekelt 1996 végéig, ekkor visszavonult a színpadi szerepléstől.
Pályája során olyan kiváló karmesterekkel dolgozott együtt, mint Carlo Maria Giulini, Tullio Serafin, Sergiu Celibidache, Doráti Antal, Oliviero De Fabritiis, Peter Maag, Herbert von Karajan, Claudio Abbado és Pierre Boulez, és olyan rendezőkkel, mint Sandro Bolchi, Giorgio Strehler és Franco Zeffirelli. Énekelte huszadik századi olasz zeneszerzők (Nino Rota, Goffredo Petrassi, Luciano Chailly, Ildebrando Pizzetti, Virgilio Mortari) műveit, de repetoárjának legkiválóbb mély-basszus énekes teljesítményeit klasszikus zeneszerzők operáiban mutatta. Kiemelkedő koncert- és operaszerepei:
- Bach: Magnificat (1963-as római lemezfelvétel, Elisabeth Schwarzkopf, Nicolai Gedda, Giorgio Tadeo, a Római Szimfonikus Zenekart Herbert von Karajan vezényelte).[3]
- Donizetti: Don Pasquale, Don Pasquale[4]
- Giordano: Andrea Chénier
- Monteverdi: Poppea megkoronázása, Seneca[2]
- Mozart: Don Giovanni, a commendatore (kormányzó),
- Mozart: A varázsfuvola, Sarastro
- Puccini: Manon Lescaut, Geronte de Revoir[5]
- Rossini: A sevillai borbély, Don Bartolo
- Verdi: Rigoletto, Sparafucile

Külföldi színpadokon és fesztiválokon is énekelt, így a bécsi Staatsoperben, Hamburgban, Münchenben, a párizsi Operaházakban, a londoni Covent Garden Operaházban és a Royal Albert Hallban, a New York-i Carnegie Hallban, a chicagói Lyric Operában. Tíz éven át szerepelt az Aix-en-provence-i Operafesztiválon, fellépett továbbá Edinburgh-ben, Dallasban, Tel-Avivban, Athénben és a Baalbeki Fesztiválon is.

### Magánélete
1957-ben Mariella Adani (*1934) szopránénekesnőt vette feleségül, két gyermekük született. Tadeo 2008. január 31-én hunyt el Milánóban, 78 éves korában. Hátrahagyott felvételeinek kiadásában özvegye aktívan közreműködött.

## Filmes megjelenései
- 1963: Mozart: Idomeneo, svájci-francia tévéfilm, Arbace szerepében. Rendezte Claude Loursais. A felvétel az aix-en-provence-i fesztiválon készült, a francia és svájci rádió szimfonikus zenekarát Peter Maag vezényelte.[6]
- 1983: Giacomo Puccini: Il trittico, olasz tévé-minisorozat, Marco szerepében. Rendezte Brian Large. A Teatro alla Scala zenekarát Gianandrea Gavazzeni vezényelte. Giorgetta szerepét Sass Sylvia énekelte.[6]
- 2013: Camille Claudel 1915, francia film, rendezte Bruno Dumont. Zenei betét: Johann Sebastian Bach: Magnificat (BWV 243): Suscepit Israel, közreműködők: Elisabeth Schwarzkopf, Oralia Dominguez, Nicolai Gedda és Giorgio Tadeo (1963-as felvételről). A Római Szimfonikus Zenekart Herbert von Karajan vezényelte.[6]

## Fordítás
Ez a szócikk részben vagy egészben  a   Giorgio Tadeo című olasz Wikipédia-szócikk ezen változatának fordításán alapul.  Az eredeti cikk szerkesztőit annak laptörténete sorolja fel. Ez a jelzés csupán a megfogalmazás eredetét és a szerzői jogokat jelzi, nem szolgál a cikkben szereplő információk forrásmegjelöléseként.